# لارس ریکن
لارس ریکن (به آلمانی: Lars Ricken) بازیکن فوتبال و هافبک اهل آلمان است که از سال ۱۹۹۷ میلادی عضو تیم ملی فوتبال آلمان بوده‌است. وی در ۱۶ بازی ملی حضور داشته است و آخرین بازی ملی خود را در سال ۲۰۰۲ میلادی انجام داد. لارس ریکن در بازی‌های ملی‌اش ۱ گل به ثمر رساند.